# Луцана (Леко)
Луцана је насеље у Италији у округу Леко, региону Ломбардија.
Према процени из 2011. у насељу је живело 365 становника. Насеље се налази на надморској висини од 265 м.